# Зубниця
Зубни́ця (Dentaria) — рід багаторічних рослин родини капустяних, що налічує близько 20—30 видів. Свою назву отримав завдяки кореневищам, всіяним зубоподібними лусками, крім того, листя деяких видів також зубчасте. Деякі з сучасних систематиків включають його до складу роду жеруха. В Україні зростає три представники —зубниці бульбиста, залозиста і п'ятилиста.

## Опис

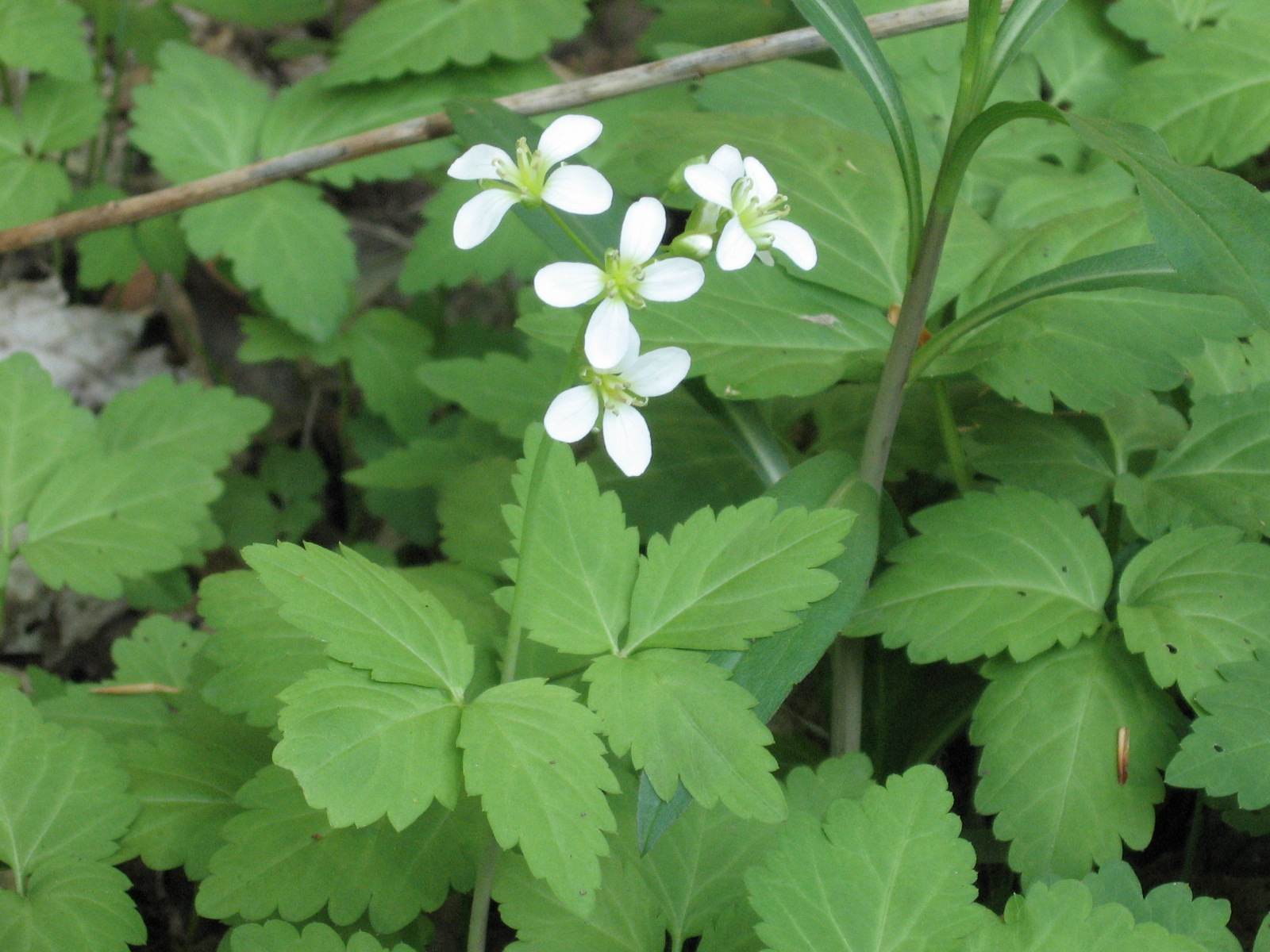
Зубниця дволиста.

Усі представники роду належать до багаторічних трав'янистих рослин. Зубниці невисокі, їхня висота коливається в межах 15—60 см. Під землею у цих рослин розвивається кореневище, всіяне схожими на зуби лусками. Стебла нечисленні, прямостоячі, тьмяно-зелені. Листки зосереджені переважно в нижній частині стебла, трійчасті, пальчасті або пірчасті, нерідко із зубчастим краєм, тонкі, темно-зелені.
Суцвіття — верхівкові небагатоквіткові китиці. Квітки відносно великі, актиноморфні, двостатеві, білого, рожевого або пурпурового кольору. Плід — стручок.

## Поширення та екологія

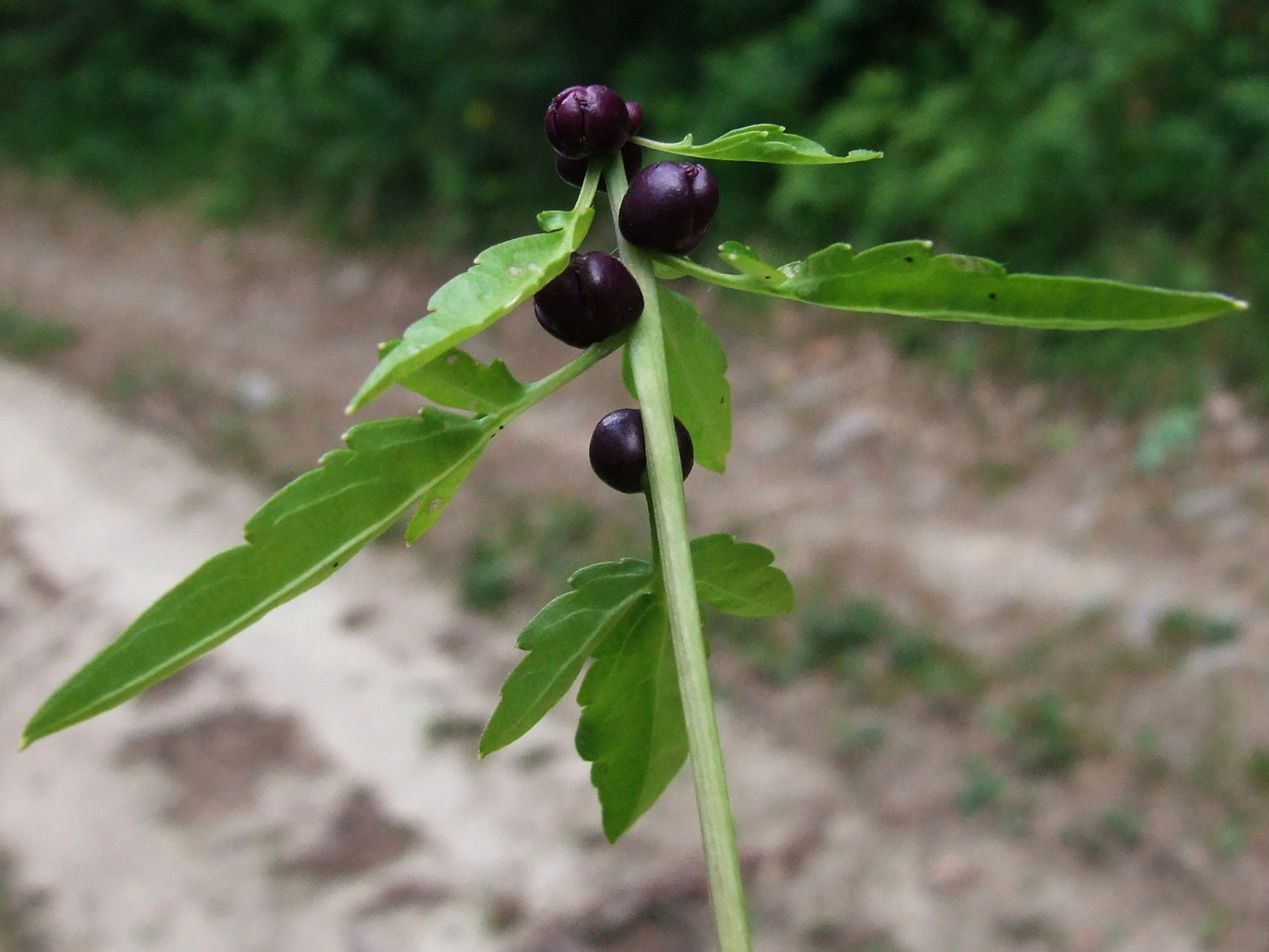
Бульбочки зубниці бульбистої.

Зубниці населяють Північну півкулю, де вони досить широко розповсюджені на теренах Євразії та Північної Америки. В Україні описано три види: зубниці бульбиста, залозиста і п'ятилиста. Усі представники цього роду мешкають у листяних лісах, де зростають або під покривом дерев, або на галявинах, відповідно, в Україні вони поширені у лісових областях.
Загалом ці рослини морозостійкі, тіньовитривалі, віддають перевагу помірно вологим, родючим, нейтральним, слабокислим чи слаболужним ґрунтам. Зубниці стійкі до хвороб.
Зубниці належать до ефемероїдів — рослин із вкороченим вегетативним циклом. Квітнуть вони навесні, коли листя на деревах ще не повністю розкрилось і під покривом лісу достатньо світла. Влітку після дозрівання плодів надземна частина зубниць відмирає і рослини переходять у стан спокою. Окрім насіннєвого розмноження їм притаманне і вегетативне (поділом кореневищ, а зубниця бульбиста ще й бульбочками), причому в природі останній спосіб навіть переважає, внаслідок чого зубниці часто створюють у трав'яному покриві суцільні плями.

## Значення
Деякі види зубниць належать до регіонально рідкісних рослин (наприклад, зубниці бульбиста і п'ятилста занесені до переліку рідкісних рослин Харківської області). Зубницю бульбисту і залозисту використовують у народній медицині. Їхня зелень їстівна, але застосовується рідко. Як гостру приправу, що замінює гірчицю, використовують кореневища зубниці роздільнолистої.
Серед зубниць чимало декоративних рослин, зокрема, до таких належать зубниці бульбиста, залозиста, різнолиста і дволиста. Здебільшого їх вирощують у дикій формі, хоча відомі й декілька сортів. Висаджують ці рослини у садку під покривом дерев, у тінистих кутках.

## Види
Нижче подано короткий перелік найбільш відомих видів.
1. Dentaria bipinnata — зубниця двопірчаста;
2. Dentaria bulbifera — зубниця бульбиста;
3. Dentaria diphylla — зубниця дволиста;
4. Dentaria glandulosa — зубниця залозиста;
5. Dentaria heterophylla — зубниця різнолиста;
6. Dentaria kitaibelii — зубниця Китайбеля;
7. Dentaria laciniata — зубниця роздільнолиста;
8. Dentaria microphylla — зубниця дрібнолиста;
9. Dentaria sibirica — зубниця сибірська;
10. Dentaria quinquefolia — зубниця п'ятилиста.